# بيسانها
بيسانها بلدية في ولاية ميناس جيرايس في المنطقة الجنوبية الشرقية من البرازيل.